# Indochina

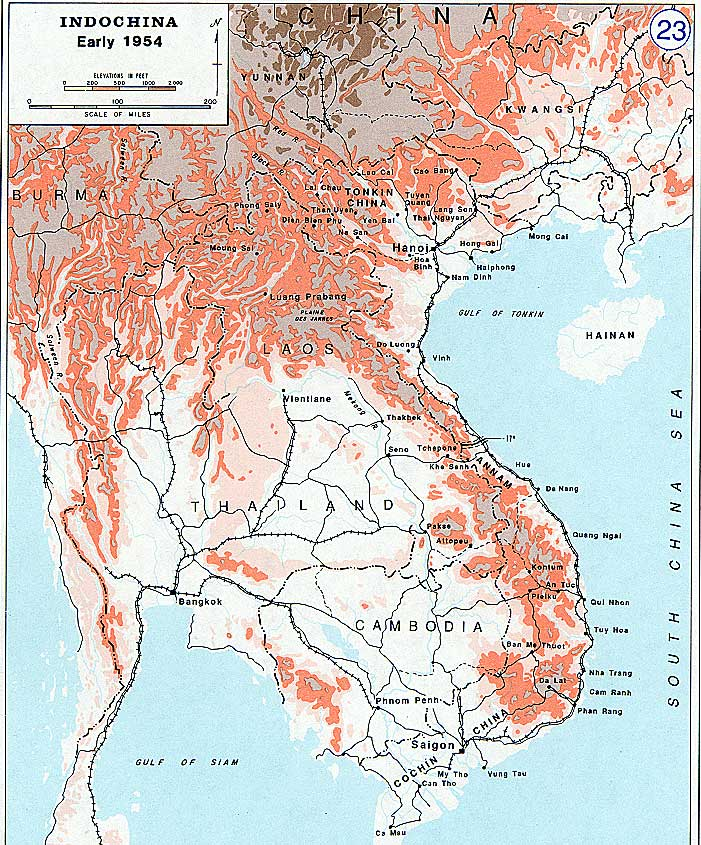
Indochina (kaart uit 1954)

Indochina is een geografische term voor dat deel van Azië dat bestaat uit het huidige Vietnam, Laos en Cambodja. Soms wordt ook (oostelijk) Thailand ertoe gerekend.
In het oosten en het zuiden wordt Indochina begrensd door de Zuid-Chinese Zee (waartoe zowel de Golf van Tonkin als de Golf van Thailand worden gerekend). Ten noorden ligt het bergland van het Yunnan-Guizhouplateau in China. In het westen wordt het grotendeels begrenst door Thailand en heeft het een kleine grens met Myanmar, het vroegere Birma.

## Indochina in ruime zin
Tot Indochina in ruime zin worden behalve bovengenoemde landen ook Myanmar (Birma), West-Maleisië en Singapore gerekend. In ruime zin omvat Indochina het gebied ten oosten van India en ten zuiden van China. Hiernaast droegen ook de invloeden van beide landen bij aan de benaming "Indochina".
| Vlag | Land     | Hoofdstad  | Staatsvorm | Oppervlakte(km2) | Taal       | Munteenheid       | Opmerking                                                    |
| ---- | -------- | ---------- | ---------- | ---------------- | ---------- | ----------------- | ------------------------------------------------------------ |
|      | Cambodja | Phnom Penh | Koninkrijk | 181.035          | Khmer      | Cambodjaanse riel |                                                              |
|      | Laos     | Vientiane  | Republiek  | 236.800          | Laotiaans  | Laotiaanse kip    |                                                              |
|      | Vietnam  | Hanoi      | Republiek  | 330.972          | Vietnamees | Vietnamese dong   | Voor 1976 bestond Vietnam uit Noord-Vietnam en Zuid-Vietnam. |

## Klimaat
Klimatologisch hoort het zuidelijke gedeelte tot de tropen en het noordelijke gedeelte tot de subtropen.

## Cultuur en religie
Indochina is een overwegend boeddhistisch gebied. Wel bestaan er kleinere christelijke, moslim- en animistische minderheden.
Cultureel is Indochina, zoals de naam suggereert, een grensgebied tussen de invloedssferen van India en China (de indosfeer en de sinosfeer). Thailand, Laos en Cambodja zijn sterk door India beïnvloed, terwijl Vietnam met name door de Chinese cultuur is beïnvloed.

## Koloniale tijdperk
Ten tijde van het Europese imperialisme viel een groot gedeelte van Indochina onder Europees gezag. Alleen Thailand wist zijn onafhankelijkheid te behouden.
Frankrijk beheerste Laos, Cambodja en Vietnam. Met Indochina werd toen de Unie van Indochina oftewel Frans Indochina bedoeld. Dit betrof een aantal koloniën en protectoraten die vanaf het einde van de 19e eeuw tot het midden van de 20e eeuw een unie vormde. Met de Eerste Indochina-oorlog verloor Frankrijk dit gebied.
Centraal-Azië (Midden-Azië) · Noord-Azië · Oost-Azië · Zuid-Azië · Zuidoost-Azië · Zuidwest-Azië

Oosten: Nabije Oosten · Midden-Oosten · Verre Oosten

Arabië · Golf · Indië · Indochina · Levant · Mashreq · Sinosfeer · Indosfeer · Turkestan